# (233943) Falera
(233943) Falera est un astéroïde de la ceinture principale.

## Description
(233943) Falera est un astéroïde de la ceinture principale. Il fut découvert le 21 novembre 2009 à Falera par José De Queiroz. Il présente une orbite caractérisée par un demi-grand axe de 3,15 UA, une excentricité de 0,09 et une inclinaison de 8,1° par rapport à l'écliptique.

## Compléments